# کوهی اوتومو
کوهی اوتومو (انگلیسی: Kohei Otomo؛ زادهٔ ۱ ژانویهٔ ۱۹۵۶) خواننده، بازیگر، تارنتو اهل ژاپن است.
از فیلم‌ها یا برنامه‌های تلویزیونی که وی در آن نقش داشته‌است می‌توان به نقشه ماهرانه (فیلم ۲۰۲۱) اشاره کرد.